# Hôtel Simon (Tours)
Pour les articles homonymes, voir Hôtel Simon.
L'hôtel Simon est un hôtel particulier situé à Tours.

## Localisation
L'hôtel est situé au 14 rue Briçonnet et place des Joulins, à Tours.

## Historique
L'hôtel est construit au milieu du XVIIIe siècle par Jean-Charles Viot (1689-1766), négociant en soieries et juge-consul, sur des terrains qu'il achète en 1742 aux époux Roujou-Chavane. Il acquiert également la maison de Tristan l'Hermite voisine, qu'il incorpore dans son nouvel hôtel particulier. À sa mort, l'ensemble passe à sa fille, Marie-Louise Viot, épouse du négociant soyeux Jacques-Charles Simon. Leur fils, le futur abbé Nicolas Simon y voit le jour le 28 juin 1741. Son père lui en fait donation, par un acte passé devant le notaire Petit, le 25 juin 1782.
Il s'agit peut-être de l'hôtel qui, alors habité par l'échevin André Jérôme Simon-Roze, loge les ambassadeurs indiens (Muhammad Dervish Khan (en), Akbar Aby-Khan et Mouhammed-Osmard-Khan, accompagnés d'Aga Saïb, de Goulami Saïd et de vingt-sept esclaves et personnes de suites) séjournant à Tours lors de leur venue à Paris pour une visite diplomatique en 1788.
L'hôtel est inscrit à l'inventaire général du patrimoine culturel depuis 1991.

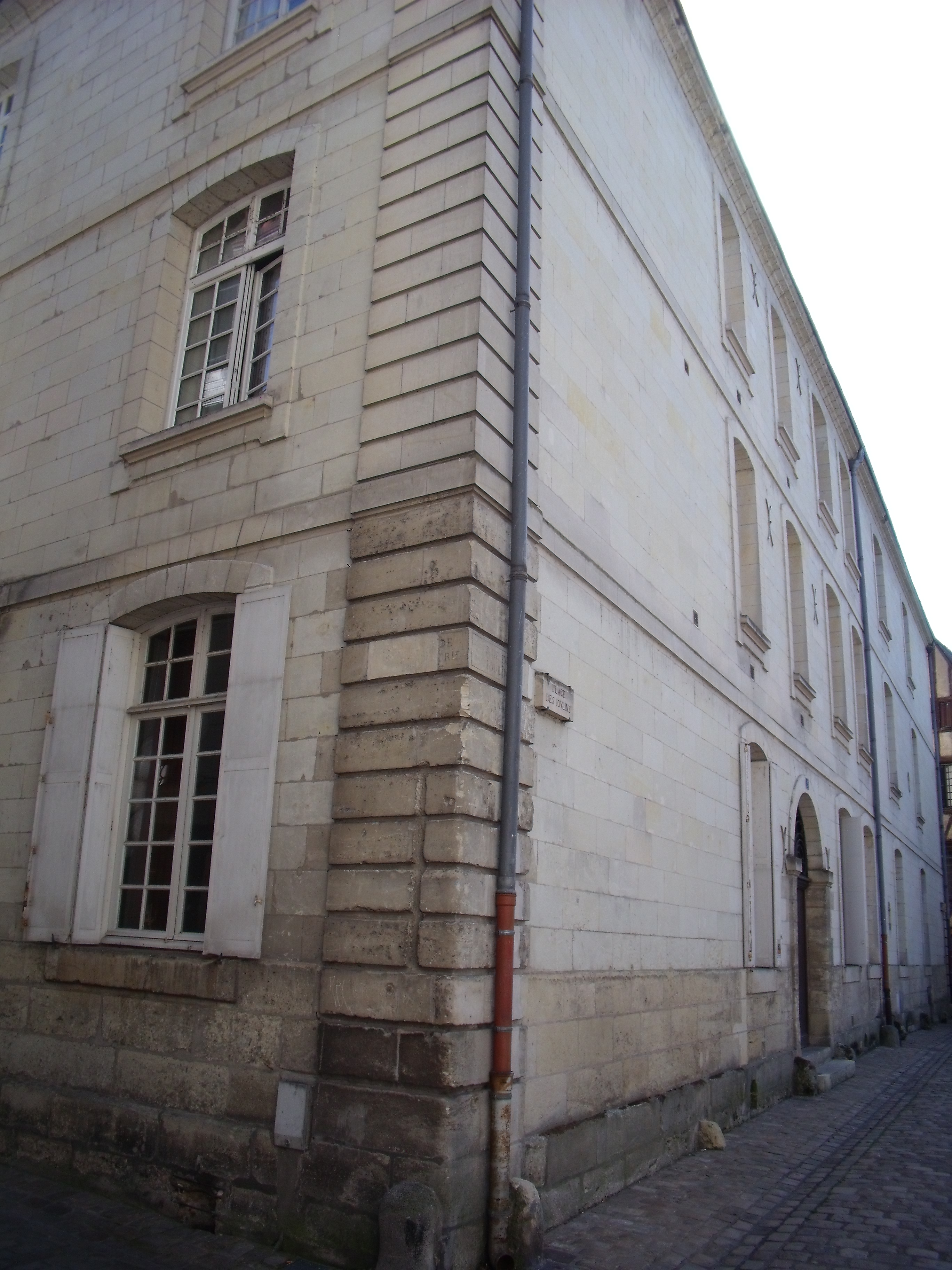
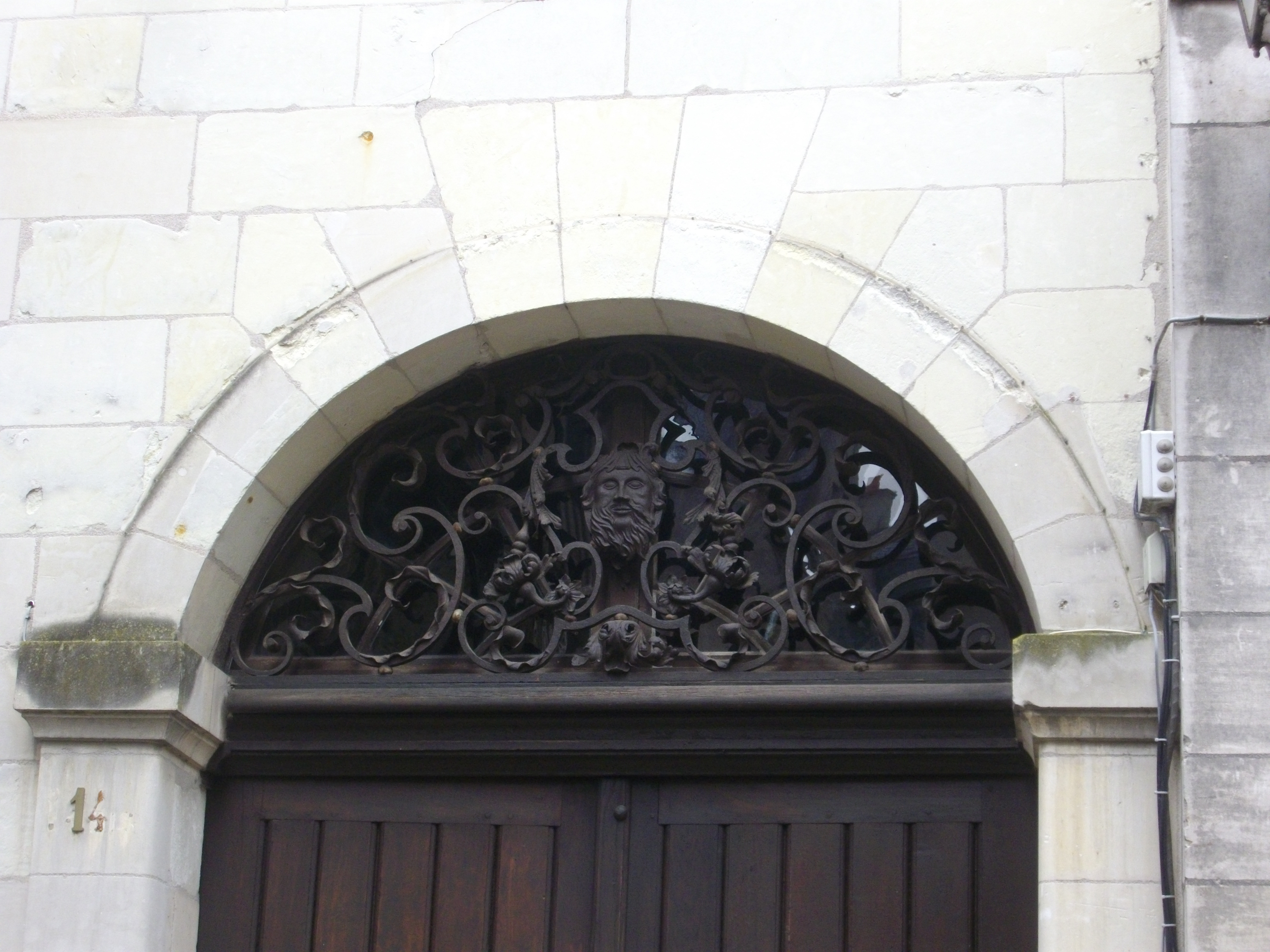